# Seïm (Transcaucasie)
Pour la rivière russo-ukrainienne, voir Seïm.
Vous pouvez aider à l'améliorer ou bien discuter des problèmes sur sa page de discussion.
- Le fond est à vérifier. Si vous venez d’apposer le bandeau, merci d’indiquer ici les points à vérifier. (Marqué depuis juin 2023)

Vous pouvez aider à l'améliorer ou bien discuter des problèmes sur sa page de discussion.
- Il n'a pas de sujet précis, ce que le premier principe fondateur de Wikipédia exige. (Marqué depuis juin 2023)

Le projet de modification des frontières des provinces et des districts de la région transcaucasienne a été proposé au ministre de l'Intérieur du gouvernement provisoire lors de la réunion tenue les 14 et 15 octobre 1917 au Comité spécial transcaucasien (OZAKOM) sur la mise en œuvre de la réforme du zemstvo et la redistribution des limites administratives des provinces et des districts de Transcaucasie, ainsi que par le décret du Commissariat transcaucasien du 16 décembre 1917 «Sur l'introduction des zemstvos en Transcaucasie».

Le Seïm (ou Sejm) a été une assemblée parlementaire transcaucasienne, installée le 15 novembre 1917 (28 novembre dans le calendrier grégorien) à Tiflis à la suite de la dissolution par Lénine, à Petrograd, de l'Assemblée constituante russe et qui a duré jusqu'au 26 mai 1918. Ses membres ont été élus lors des élections constituantes russes de 1917.

## Issue des élections de novembre 1917
L'assemblée est cocomposée de 44 députés musulmans, majoritairement aantesazérie[Quoi ?] (41 du Moussavat nationaliste et 3 sociaux-démocrates), 29 dégutés Géorgiens (24 sociaux-démocrates, 3 sociaux-révolutionnaires et 1 nationaliste), 24 députés arméniens (21 du Dachnaksoution nationaliste, 2 sociaux-révolutionnaires et 1 social-démocrate) et 3 députés russes (1 constitutionnel-démocrate, 1 social-démocrate et 1 social-révolutionnaire) : ils ont été élus le 25 novembre 1917 sur les territoires arménien, azerbaïdjanais et géorgien, lors des élections de l'Assemblée constituante de l'ex-Empire russe, ont siégé à Petrograd du 1er janvier 1918 au 17 janvier 1918 avant d'avoir été dispersé par le coup d'état bolchevik de Lénine.
La Seïm se réunit formellement 10 février 1918, à Tiflis, se déclare opposé au pouvoir bolchevik et élit comme président Nicolas Tcheidze.

## Contrôle du gouvernement transcaucasien
Dans un premier temps, elle reconduit au pouvoir exécutif le Haut-Commissariat à la Transcaucasie (qui avait succédé au Comité spécial de Transcaucasie le 22 mars 1917), avec pour président Evguéni Guéguétchkori; dans un deuxième temps, elle le remplace par Akaki Tchenkéli.

## Proclamation de laRépublique démocratique fédérative de Transcaucasie
Le 10 avril 1918, l'indépendance de la République démocratique fédérative de Transcaucasie est proclamée par Nicolas Tcheidze : la Seïm devint l'Assemblée parlementaire provisoire de la RDFT.

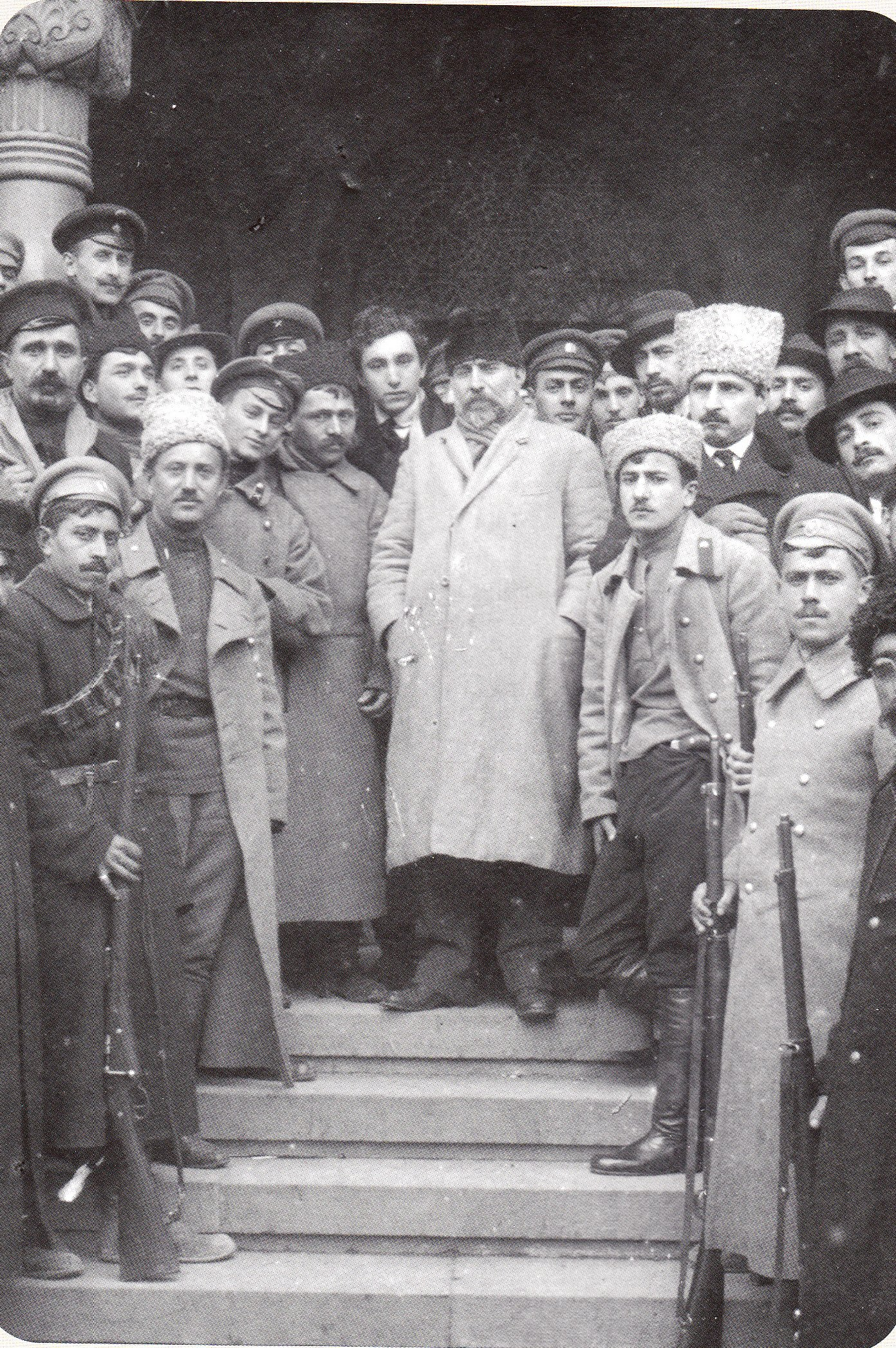
Journée d'ouverture de l'Assemblée parlementaire
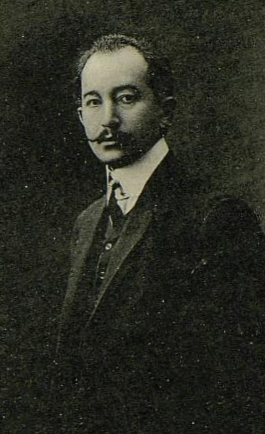
Evguéni Guéguétchkori, 1er président du gouvernement de la Transcaucasie

Les intérêts divergents des nationalités représentées ne peuvent être surmontés : ils conduisent à des recherches d'alliance internationale incompatibles entre elles (Empire allemand pour les Géorgiens, Empire ottoman pour les Azeris et Russie pour les Arméniens). Les trois nationalités proclament trois républiques différenciées à trois jours d'intervalle, du 26 au 28 mai, à Tiflis.